# Tragia rupestris
Tragia rupestris är en törelväxtart som beskrevs av Otto Wilhelm Sonder. Tragia rupestris ingår i släktet Tragia och familjen törelväxter. Inga underarter finns listade i Catalogue of Life.